# 7465 Munkanber
7465 Munkanber è un asteroide della fascia principale. Scoperto nel 1989, presenta un'orbita caratterizzata da un semiasse maggiore pari a 2,2481838 UA e da un'eccentricità di 0,1662384, inclinata di 2,47757° rispetto all'eclittica.